# Sân bay quốc tế Aden Adde
Sân bay quốc tế Aden-Adde (IATA: MGQ, ICAO: HCCM), (tên trước đây Sân bay quốc tế Mogadishu), là sân bay quốc tế tại Mogadishu, thủ đô của Somalia. Sân bay này được đặt theo tên Aden Abdullah Osman Daar, tổng thống đầu tiên của Somalia. Nội chiến Somali và cuộc xâm lược của Ethiopia đã gây gián đoạn hoạt động của sân bay này.

## Lịch sử
Sân bay Mogadishu đã là nơi vụ không tặc Landshut kết thúc ngàu 18 tháng 10 năm 1977.
Sau khi mở cửa lại, African Express Airways là hang quốc tế đầu tiên hạ cánh tại sân bay này vào ngày 3 tháng 8 năm 2006. Chuyến bay này đến từ Nairobi..
Ngày 8 tháng 6 năm 2007 chính phủ liên bang quá độ đã thông báo sẽ đổi tên sân bay này theo tên vị tổng thống đầu tiên của Somalia, Aden Abdullah Osman Daar, who died in Nairobi on June 8, 2007.

## Các hãng hàng không và các điểm đến
- Daallo Airlines (Djibouti-Ambouli, Hargeisa, Nairobi)
- Jubba Airways

## Các hãng trước đây
- Pakistan International Airlines (Karachi,Dubai,Nairobi) - ngừng từ năm 1996